# Iñigo Montes Fernández
Iñigo Montes Fernández (Valladolid, 20 de juliol de 1973) és un exfutbolista castellanolleonès que jugava com a migcampista.
Va jugar en Primera Divisió a la temporada 94/95 amb el Reial Valladolid, tot disputant un encontre el 17 de juny de 1995 al camp de l'Sporting de Gijón, aconseguint la victòria per 1 gol a 3.